# Pražman bajonado
Pražman bajonado (Calamus bajonado) je paprskoploutvá ryba z čeledi mořanovití (Sparidae).
Druh byl popsán roku 1801 ichtyology Marcusem Elieserem Blochem a Johannem Gottlobem Theaenusem Schneiderem.

## Popis a výskyt
Maximální délka ryby je 76 cm a max. váha 10,6 kg.
Tělo zploštělé, stříbřité barvy s namodralými šupinami. Modrý pruh pod okem. Dva stříbrné pruhy pod očima. Po stranách nozder stříbrný pruh, ústa fialová. Mláďata mají tmavé pruhy na těle a ocasní ploutvi.
Byla nalezena ve vodách západního Atlantiku: Rhode Island, Bermudy, od severního Mexického zálivu po jižní Brazílii, nejhojněji v Západní Indii. Obývá pobřežní vody. Vyskytuje se na dně s vegetací,občas v hloubkách nejméně 180 a 200 m. Dospělé ryby obvykle žijí samotářský život. Živí se převážně mořskými ježky, kraby a měkkýši.